# 長明
長明（ちょうみょう／ちょうめい、? - 康保元年（964年）から康保3年（966年）の間?）は平安時代の戸隠山の僧。

## 来歴・人物
25歳で言語を絶って法華経を読誦し、さらに3年は横にならなかった。康保年間（964年 - 968年）に「私は一切衆生喜見菩薩である。ここに来るまでにすでに三回身を焼いた。今命が尽き、兜率天に上る」と言って、薪を積んで焼身した。『拾遺往生伝』によれば、永保（1081年 - 1084年）年間である。
戸隠神社奥院に「釈長明火定所」と言われる場所があり、「釈長明火定之所」と記された古碑と五輪塔がある。『善光寺道名所図会』（1849年）によれば、五輪塔には「康保三丙子」とのみ記されているとあるが、文政9年（1826年）に戸隠山に登ったという羅渓慈本は「勤行大精進捨所愛之身／康保三丙寅」と記されていたと書いている（康保3年は丙寅）。また、二澤旅館（旧宿坊・醍醐坊正智院）の庭に供養塔がある。

## 伝記
- 三善為康『拾遺往生伝』下
- 虎関師錬『元亨釈書』巻12
- 高泉性潡『東国高僧伝』巻6
- 卍元師蛮『本朝高僧伝』巻66
- 羅渓慈本『天台霞標』7編巻之2